# یخچال میرفتاح
یخچال میرفتاح در ملایر،  بلوار پانزده خرداد واقع شده و این اثر در تاریخ ۲۵ اسفند ۱۳۷۹ با شمارهٔ ثبت ۳۲۴۲ به‌عنوان یکی از آثار ملی ایران به ثبت رسیده‌است.
این اثر تاریخی به دلیل بارش‌های شدید در روز ۱۲ فروردین ۱۳۹۸ فرو ریخت.

## ساختار یخچال میرفتاح
یخچال میرفتاح از آثار دوره قاجاریه در شهر ملایر است که توسط شخصی به نام میرفتاح ساخته شده‌است. این بنا به شکل گنبد بوده و از آجر ساخته شده‌است و در مسیر بلوار پانزده خرداد ملایر قرار دارد.
ارتفاع بنا از کف تا گنبد ۱۲ متر و از سطح تا منبع ذخیره یخ ۴ متر است. این یخچال دارای دو ورودی می‌باشد. یکی به شکل دهلیز بوده که مخصوص ریزش و تخلیه یخ و دیگری که محل رفت‌وآمد بوده‌است،  با پلکانی به قسمت انتهایی یخدان و محل برداشت یخ منتهی می‌شود. ضخامت دیوارهای گنبد در قسمت تحتانی ۹۲ سانتی‌متر و در بالا به سه ردیف آجر ۲۰ سانتی‌متری می‌رسد. تنها عامل تزئینی بنا دو ردیف آجرکاری است که به شکل کمربندی و به ضخامت ۲۲۰ سانتی‌متر،  داخل بنا را پوشانده‌است. در قسمت بیرونی و داخلی یخدان دو ردیف خشت به کار رفته‌است که نقش عایق را داشته و در فصل تابستان مانع از نفوذ گرما و ذوب شدن یخ‌ها می‌شده‌است.

## فروریختن یخچال میرفتاح
یخچال میرفتاح پس از بارش‌های فروردین ۱۳۹۸،  به دلیل شدت بارش‌ها دچار آسیب جدی شد. بخش فوقانی این بنا که خشتی بود،  به دلیل جذب و نفوذ باران و برف سنگین شده و موجب ریزش این بنا در ۱۲ فروردین ۱۳۹۸ شد. پس از این اتفاق میراث فرهنگی استان همدان اعلام کرد،  تخریب یخچال میرفتاح مستندسازی شده و پس از تخصیص اعتبار بازسازی می‌شود. در ابتدای سال ۱۴۰۳ کار بازسازی این بنا  به سبکی متفاوت از معماری اصلی آن (چیزی شبیه به گنبد مساجد) به پایان رسید.